# Adare Trough
Koordinaten: 70° 2′ S, 170° 30′ O

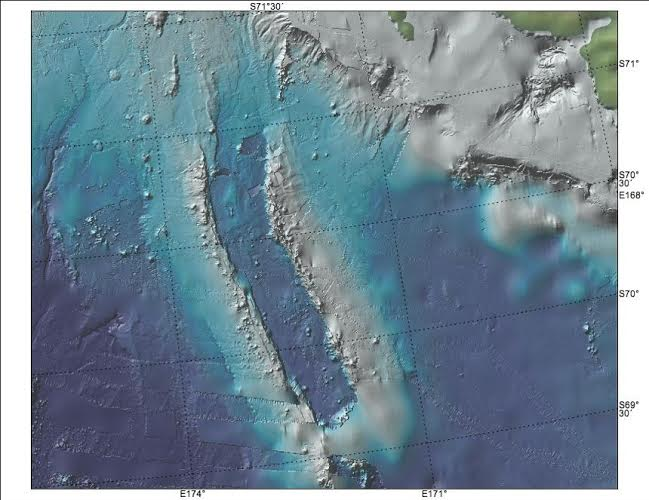
Geologische Karte des Adare Trough (Bildmitte) inmitten des Adare Basin

Der Adare Trough (deutsch: Adaretrog) ist eine Tiefseerinne in der Somow-See vor der Nordküste des ostantarktischen Viktorialands.
Benannt ist er in Anlehnung an die Benennung des Kap Adare und der Adare-Halbinsel nach Edwin Wyndham-Quin, 3. Earl of Dunraven and Mount-Earl (1812–1871), vormaliger Viscount Adare, ein Freund des Polarforschers James Clark Ross.